# Малала Јусуфзаи
Малала Јусуфзаи (пашт. لاله یوسفزۍ, урд. ل ملالہ یوسف زئی; Мингаора, 12. јул 1997) је пакистанска ученица и активисткиња. Године 2014, са 17 година, добила је Нобелову награду за мир, чиме је постала најмлађа особа у историји која је добила ову награду за било коју област. Пореклом је из града Мингаоре који се налази у провинцији Хајбер-Пахтунва на северозападу Пакистана. Позната је као борац за право на образовање и права жена, посебно у долини Сват, где су Талибани забранили девојчицама да похађају школу. Током 2009. године, када јој је било 11–12 година, писала је блог под псеудонимом за Би-Би-Си. У том блогу је описивала свој живот под талибанском влашћу, њихову борбу за превласт над долином Сват и износила је своје ставове о образовању за девојчице. Исте године Њујорк тајмс је снимио документарац о њој. Своју борбу је наставила давањем бројних интервјуа за новине и телевизију. Већ тада ју је Дезмонд Туту номиновао за Међународну дечију награду за мир коју је и добила 2013. године.
На њу је 9. октобра 2012. године покушан атентат. Атентатор је ушао у школски аутобус приликом њеног повратка из школе и испалио јој два хица у главу и врат. Одговорност за овај напад су преузели Талибани. Након атентата је била у критичном стању, али јој се здравствено стање побољшало па је пребачена у Бирмингем на даље лечење. Већ 12. октобра педесет исламских верских лидера у Пакистану је изрекло фатву против оних који су били умешани у атентат. И поред тога талибани су и даље намеравали да убију њу и њеног оца.
Овај покушај атентата је покренуо подршку Малали Јусуфзаи широм света. Дојче веле је Малалу у јануару 2013. године представио као најпознатију тинејџерку на свету. Специјални изасланик Уједињених нација за глобално образовање Гордон Браун је покренуо петицију под слоганом „Ја сам Малала“ са циљем да сва деца широм света до краја 2015. године буду у школама. Петиција је довела до тога да је Пакистан ратификовао прву повељу о праву на образовање. Часопис Тајм је 29. априла 2013. године на својој насловној страни објавио Малалину фотографију као једне од 100 најутицајнијих особа на свету. У 2013. години била је номинована за Нобелову награду за мир. И поред тога што је била међу фаворитима за добијање овог признања, награда је додељена Организацији за забрану хемијског оружја. Тако је постала најмлађа особа номинована за ову награду (16 година) и прва девојчица која је за њу икада номинована. У седишту Уједињених нација је 12. јула 2013. године одржала говор о праву на образовање, а у септембру исте године је свечано отворила градску библиотеку у Бирмингему. Малала Јусуфзаи је добитница награде Сахаров за 2013. годину. Влада Канаде јој је доделила почасно држављанство због њене борбе за заштиту људских права.

## Биографија
Малала је рођена 12. јула 1997. године у округу Сват, у северозападној пакистанској провинцији Хајбер, као треће дете и прва ћерка Торе и просветног активисте Зиаудина Јусафзаија, а име је добила по авганистанској народној хероини. Од малена је била инспирисана очевим ставовима и хуманитарним радом, а узори су јој били Абдул Кан, Беназир Буто и Барак Обама. Рођена је у породици сунитских муслимана паштунске националности, које припада племену Јусуфзаи. Малала је рођена кући, уз помоћ комшија пошто њена породица није имала довољно средстава да би је макја родила у болници.
Течно говори пашту, урду и енглески, а образовање је углавном стекла од оца који је песник и просветни активиста који је водио приватну школу.
Први пут јавно говори о праву на образовање у септембру 2008. године кад ју је отац одвео у Пешавар у локални новинарски клуб, кад је питала ’’Како се усуђују талибани да ми одузму основно право на образовање?’’ у говору који су преносиле новинске и телевизијске агенције широм региона.
2009. године  је почела да ради као приправник, а затим и вршњачка едукаторка у програму за младе у пакистанском Институту за рат и мир, који је радио у школама у региону како би помогао ученицима да се укључе у конструктивну дискусију о друштвеним питањима кроз новинарство, јавну дебату и дијалог.
Крајем 2008. године Малала постаје анонимни дописник канала Би Би Си Урду и почиње да преноси извештаје о талибанском терору који се ширио у све сфере друштва, па и у образовање. Талибани су забранили телевизију, музику, образовање за девојчице, самостални излазак жена из кућа... Сем Малале ни један други ученик није био спреман да преузме тај корак, или им родитељи нису дозвољавали плашећи се освете талибана. 3. јануара 2009. године њен први блог је објављен на сајту ББС Урду. Она је ручно писала белешке и прослеђивала их новинару који их је скенирао и слао мејлом редакцији. У то време су талибански терористи уништили већину локалних школа и објавили едикт којим се девојчицама забрањује одлазак у школу и школовање. 
У мају се после мировних преговора пакистанска војска је почела да ослобађа територије око Свата и преузима контролу од талибанских терориста. Тад је Малалина породица евакуисана из Мингоре, отац у Пешавар да лобира за подршку, а остатак породице је отишо код рођака на њихово сеоско имање. 
Тад је Малалин отац на конференцији за штампу у Пешавару критиковао милитанте, након чега је преко радија талибанских терориста добио претње смрћу. Убрзо након је премијер државе објавио да је повратак у долину Сват безбедан јер је пакистанска војска потиснула талибане из градова. У наредним месецима су се и Малала и њен отац више пута појављивали у емисијама где су се јавно залагали за унапређење образовања и образовање жена.
Касније је премијер државе наложио да се успостави кампус и школа за жене и да школа буде именована по Малали. До 2012. планирала је и да организује фондацију која би помагала сиромашним девојчицама да се образују. Те исте године је похађала Интернационалну марксистичку летњу школу. У телевизијском интервјуу исте године, навела је Барака Обаму, Беназир Буто и Абдула Гафара Кана, паштунског вођу познатог по свом ненасилном покрету отпора против британског окупатора, као инспирацију за свој активизам.
Малала је постала препознатљива, што је повећавало и опасност од прогона талибанских терориста. Више пута су у новинама објављиване претње смрћу упућиване њој, као и на осталим каналима. Како је њена популарност расла талибански терористички лидери су изгласали у лето 2012. године да морају да је убију. 
9. октобра 2012. године талибански терориста је ушо у аутобус који је Малалу враћао кући након полагања испита и у њу испалио један хитац у њену главу, а други хитац је ранио друге две девојке које су седеле у близини.
Након пуцњаве Малала је пребачена у војну болницу у Пешавару, где је оперисана након што се појавио оток у левом делу мозга који је био оштећен кад јој је метак прошао кроз главу. После петочасовне операције лекари су успешно уклонили метак који јој је прошао кроз главу и заглавио се у рамену. Убрзо су из целог света стигле понуде за њено лечење, након чега је одлучено да лечење настави у Енглеску, у болници Краљице Елизабете у Бирмингему. Убрзо након тога Малала се пробудила из коме, након чега лекари прогнозирају да има велике шансе да се опорави. Касније су јој доктори оперисали и фацијални нерв. 
3. јануара 2013. године је отпуштена из колнице како би наставила рехабилитацију у привременом дому у западном Мидландсу, где је ишла и на физиотерапију.
Покушај убиства је добио медијску покривеност широм света и изазвао излив беса, након чега су одржани протести у неколико пакистанских градова, а преко два милиона људи је потписало петицију кампање Право на образовање, што је довело до ратификације првог закона о образовању у Пакистану, а у међувремену је пакистанска влада понудила новчану награду која би довела до хапшења нападача. Касније су помагачи ухапшени, али убрзо и пуштени услед недостатка доказа, а свештеник који је наредио напад на Малалу је убијем у америчком ваздушном нападу у Авганистану у јуну 2018.

### Забрањено школовање
Након указа, пакистански Талибани уништили су још неколико локалних школа. Дана 24. јануара 2009. године, Малала Јусуфзаи је написала: 'Наши годишњи испити треба да буду након одмора, али то ће бити могуће само ако пакистански Талибани дозволе девојчицама да иду у школу. Речено нам је да припремимо одређена поглавља за испит, али не осећам се као да студирам.'

Чини се да војска размишља о њиховој заштити тек када су десетине школа уништене и стотине других затворене. Да су овде правилно водили операције, оваква ситуација не би настала.

Малала Јусуфзаи, 24. јануар 2009 BBC блог
У фебруару 2009. године женске школе су и даље биле затворене. У знак солидарности, приватне школе за дечаке одлучиле су да се не отварају до 9. фебруара, а појавила су се и обавештења о томе. Малала и њен брат су се вратили у свој родни град Мингору, где су улице биле пусте и настала је 'језива тишина'. 'Отишли смо у супермаркет да купимо поклон за мајку, али он је био затворен, док је раније остајао отворен до касно. Многе друге продавнице такође су биле затворене', написала је у свом блогу. Њихов дом је опљачкан, а њихов телевизор украден.